# Havets sang
Havets sang er en dansk tegnefilm fra 1993, der er instrueret af Jannik Hastrup efter manuskript af Bent Haller. Filmen er en fri gengivelse af Bent Hallers bog Silke - en forvandlingshistorie fra 1991.

## Handling
Lille Silke elsker vand. Hun elsker at bade, og hun svømmer som en fisk. Faktisk har hun det kun godt, når hun er i vandet, for hun har altid eksem, som klør så væmmeligt. Far og mor er bekymrede og går til lægen med Silke, og han mener at vide, at hun er allergiker. Men mystiske ting foregår, og en delfin, en hund og en gammel, for længst afdød, sørøver-oldefar får betydning. For Silke er slet ikke som alle andre børn - og slet ikke da hun hører havets sang.